# Jerome Ambro
Jerome Anthony Ambro, jr. (ur. 27 czerwca 1928 w Brooklynie, zm. 4 marca 1993 w Falls Church) – amerykański polityk, członek Partii Demokratycznej.

## Działalność polityczna
W okresie od 3 stycznia 1975 do 3 stycznia 1981 przez trzy kadencje był przedstawicielem 3. okręgu wyborczego w stanie Nowy Jork w Izbie Reprezentantów Stanów Zjednoczonych.